# Ceratosanthes humilis
Ceratosanthes humilis är en gurkväxtart som beskrevs av Célestin Alfred Cogniaux. Ceratosanthes humilis ingår i släktet Ceratosanthes och familjen gurkväxter. Inga underarter finns listade i Catalogue of Life.